# Cyprian Lucar
Cyprian Lucar (1544-1611) fue un mecánico y escritor inglés, autor entre otras obras del Lucar Solace (un diccionario terminológico en varios idiomas) y de un tratado sobre artillería.

## Semblanza
Lucar nació en Londres en 1544. Su abuelo fue John Lucar de Bridgwater, Somerset. Su padre, Emanuel Lucar, era miembro de la Venerable Compañía de Sastres Mercantes.

## Carrera
Fue admitido como erudito en el Winchester College en 1555 y se convirtió en miembro del New College antes de 1564. En 1568 ingresó en el Lincoln's Inn.

## Obras publicadas
Sus obras más conocidas son:
- Three Bookes of Colloquies concerning the Arte of Shooting in great and small peeces of Artillerie
- A Treatise named Lucar Solace, devided into fewer Bookes